# Berbera
Berbera är en hamnstad i Somalia, i det de facto-självständiga Somaliland, vid Adenviken. Staden har omkring 520 000 invånare (2021), och är huvudort i provinsen Sahil. Den är även den tredje största staden i Somaliland efter Hargeisa och Burao. I Berbera finns södra Adenvikens enda skyddade djuphamn, vilket gör den strategiskt viktig. Hamnen blev klar 1969. Dessutom finns större vägar till både Hargeisa och Burao samt en flygplats.

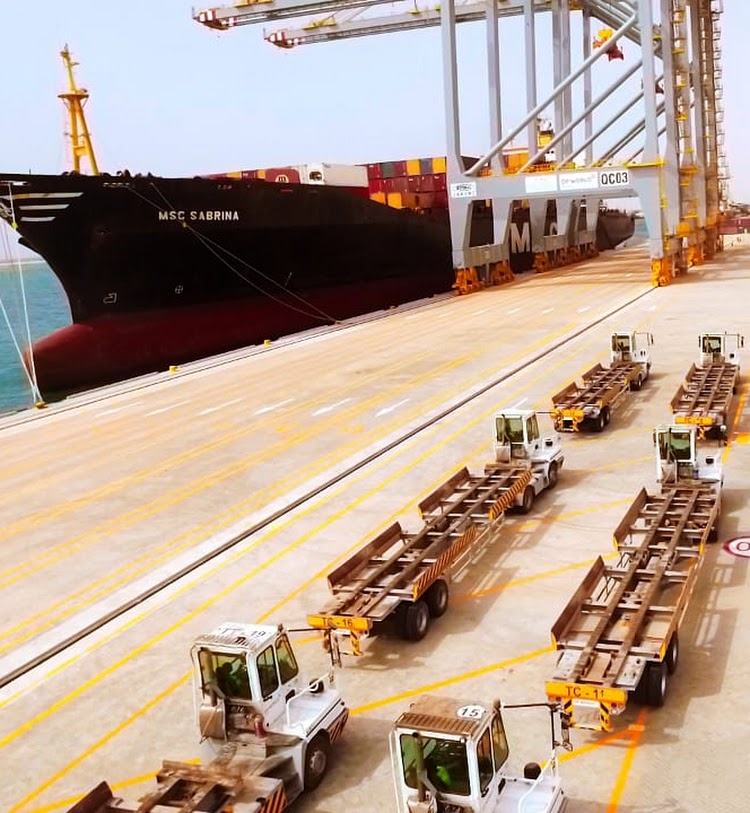

Berbera lär ha grundats av en av de ptolemaiska faraonerna av Egypten. Den blev egyptisk 1875 och brittisk 1884 och var en militärbas redan från sekelskiftet. Den var huvudort i Brittiska Somaliland fram till 1941 då den ockuperades av italiensk militär för att efter andra världskriget återgå till brittisk kontroll. Efter Siad Barres statskupp 1969 byggdes den av Sovjetunionen ut till en av de största militärbaserna i Afrika.